# Maszkarowate
Maszkarowate (Himantolophidae) – monotypowa rodzina morskich, drapieżnych ryb głębinowych z rzędu  żabnicokształtnych (Lophiiformes).

## Występowanie
Ocean Atlantycki, Spokojny i Indyjski.

## Cechy charakterystyczne
Wyróżniają się specyficznym sposobem rozmnażania, samica jest nosicielem pasożytującego na niej i dużo mniejszego samca. Ciało samicy jest krępe, kuliste, głowa bardzo duża z dużym, szerokim otworem gębowym, długość ciała do 46 cm. Najdłuższe samce osiągają długość całkowitą do 3,9 cm. Pierwsze promienie płetwy grzbietowej przekształcone w illicium – narząd pełniący funkcję wabika dla ofiary. Brak płetw brzusznych.

## Klasyfikacja
Rodzaj zaliczany do tej rodziny:
Himantolophus